# Salto de esqui na Universíada de Inverno de 2009
As competições de salto de esqui na Universíada de Inverno de 2009 foi disputadas no Resort de esqui Yabuli em Harbin, China entre 21 e 25 de fevereiro de 2009.

## Calendário
| Salto de esqui               | Fevereiro | Fevereiro | Fevereiro | Fevereiro | Fevereiro | Fevereiro | Fevereiro | Fevereiro | Fevereiro | Fevereiro | Fevereiro | Fevereiro |
| Salto de esqui               | 17        | 18        | 19        | 20        | 21        | 22        | 23        | 24        | 25        | 26        | 27        | 28        |
| ---------------------------- | --------- | --------- | --------- | --------- | --------- | --------- | --------- | --------- | --------- | --------- | --------- | --------- |
| Individual K90M - masculino  |           |           |           |           | 1         |           |           |           |           |           |           |           |
| Individual K125M - masculino |           |           |           |           |           |           | 1         |           |           |           |           |           |
| Equipe K90M - masculino      |           |           |           |           |           |           |           |           | 1         |           |           |           |
| Individual K90M - feminino   |           |           |           |           | 1         |           |           |           |           |           |           |           |

|  | Treino não oficial |  | Treino oficial |  | Dia de competição |  | Dia de final |

## Medalhistas
Esses foram os resultados dos medalhistas:
| Evento                       | Ouro                  | Prata               | Bronze                 |
| ---------------------------- | --------------------- | ------------------- | ---------------------- |
| Individual K90M - masculino  | KOR Kim Hyun-Ki       | POL Marcin Bachleda | AUT Bastian Kaltenböck |
| Individual K125M - masculino | AUT David Unterberger | KOR Kim Hyun-Ki     | KOR Choi Heung-Chul    |
| Individual K90M - feminino   | JPN Misaki Shigeno    | JPN Natsuka Sawaya  | CHN Li Zhenhuan        |

## Quadro de medalhas
| Ordem | País              | Medalha de ouro | Medalha de prata | Medalha de bronze |   |
| ----- | ----------------- | --------------- | ---------------- | ----------------- | - |
| 1     | KOR Coreia do Sul | 1               | 1                | 1                 | 3 |
| 2     | JPN Japão         | 1               | 1                |                   | 2 |
| 3     | AUT Áustria       | 1               |                  | 1                 | 2 |
| 4     | POL Polônia       |                 | 1                |                   | 1 |
| 5     | CHN China         |                 |                  | 1                 | 1 |
| TOTAL | TOTAL             | 3               | 3                | 3                 | 9 |

## Masculino

### Individual K90M
Esses são os resultados:
| Posição | Atleta                   | 1º salto | 2º salto | Total |
| ------- | ------------------------ | -------- | -------- | ----- |
|         | KOR Kim Hyun-Ki          | 136,0    | 125,0    | 261,0 |
|         | POL Marcin Bachleda      | 129,0    | 128,5    | 257,5 |
|         | AUT Bastian Kaltenböck   | 129,5    | 121,5    | 251,0 |
| 4       | KOR Choi Yong-Jik        | 129,0    | 121,0    | 250,0 |
| 5       | GER Jörg Ritzerfeld      | 127,5    |          |       |
| 6       | AUT Nicolas Fettner      | 126,5    |          |       |
| 7       | JPN Shuji Endo           | 124,5    |          |       |
| 8       | GER Nico Faller          | 122,5    |          |       |
| 9       | AUT David Unterberger    | 122,0    |          |       |
| 10      | JPN Tomoaki Endo         | 121,0    |          |       |
| 10      | KOR Choi Heung-Chul      | 121,0    |          |       |
| 12      | AUT Stefan Kaiser        | 120,5    |          |       |
| 13      | RUS Alexey Vostretsov    | 119,0    |          |       |
| 14      | POL Tomasz Pochwała      | 115,0    |          |       |
| 15      | JPN Yuta Funato          | 108,5    |          |       |
| 16      | POL Tomisław Tajner      | 107,5    |          |       |
| 17      | FRA Pierre Emmanuel Robe | 107,0    |          |       |
| 17      | FRA Sebastien Cala       | 107,0    |          |       |
| 17      | SLO Branko Iskra         | 107,0    |          |       |
| 20      | RUS Anton Kalinitschenko | 106,0    |          |       |
| 21      | KOR Kang Chil Ku         | 104,0    |          |       |
| 22      | SLO Rok Mandl            | 103,0    |          |       |
| 23      | SLO Jaka Oblak           | 102,0    |          |       |
| 24      | RUS Sergej Kozhevnikov   | 100,0    |          |       |
| 25      | RUS Emil Mulijukov       | 99,0     |          |       |
| 26      | SLO Primož Zupan         | 98,0     |          |       |
| 27      | RUS Roman Gornostaev     | 97,5     |          |       |
| 28      | JPN Keigo Matsunoo       | 96,0     |          |       |
| 29      | RUS Alexey Buivolov      | 92,5     |          |       |
| 30      | ITA Mea Arrigo Della     | 87,0     |          |       |
| 31      | UKR Yaroslav Dysko       | 85,5     |          |       |
| 32      | KAZ Anton Kankenov       | 84,0     |          |       |
| 33      | CHN Yang Guang           | 77,5     |          |       |
| 34      | CHN Xing Chenhui         | 70,0     |          |       |
| 35      | UKR Igor Soltovskiy      | 69,5     |          |       |
| 36      | CHN Wang Jianxun         | 68,5     |          |       |
| 37      | UKR Nazariy Prokopyuk    | 60,0     |          |       |
| 38      | CHN Gong Peilin          | 51,0     |          |       |
| 39      | KAZ Genadiy Semenov      | 49,0     |          |       |

### Individual K125M
Esses são os resultados:
| Posição | Atleta                   | 1º salto | 2º salto | Total |
| ------- | ------------------------ | -------- | -------- | ----- |
|         | AUT David Unterberger    | 112,5    | 135,3    | 247,8 |
|         | KOR Kim Hyun-Ki          | 140,3    | 104,4    | 244,7 |
|         | KOR Choi Heung-Chul      | 126,2    | 117,6    | 244,3 |
| 4       | GER Jörg Ritzerfeld      | 137,8    | 75,6     | 213,4 |
| 5       | POL Marcin Bachleda      | 120,4    |          |       |
| 6       | JPN Yuta Funato          | 119,3    |          |       |
| 7       | SLO Rok Mandl            | 114,9    |          |       |
| 8       | SLO Branko Iskra         | 107,1    |          |       |
| 9       | KOR Choi Yong-Jik        | 95,6     |          |       |
| 10      | JPN Keigo Matsunoo       | 93,9     |          |       |
| 11      | FRA Sebastien Cala       | 93,8     |          |       |
| 12      | AUT Bastian Kaltenböck   | 93,5     |          |       |
| 13      | SUI Felix Klaesi         | 86,9     |          |       |
| 14      | POL Tomisław Tajner      | 85,2     |          |       |
| 15      | AUT Stefan Kaiser        | 84,7     |          |       |
| 16      | SLO Jaka Oblak           | 81,5     |          |       |
| 17      | SLO Primož Zupan         | 80,6     |          |       |
| 18      | JPN Shuji Endo           | 79,8     |          |       |
| 19      | FRA Pierre Emmanuel Robe | 77,5     |          |       |
| 20      | AUT Nicolas Fettner      | 76,2     |          |       |
| 20      | JPN Tomoaki Endo         | 76,2     |          |       |
| 22      | RUS Anton Kalinitschenko | 75,7     |          |       |
| 23      | CHN Tian Zhandong        | 75,5     |          |       |
| 24      | RUS Alexey Buivolov      | 67,0     |          |       |
| 25      | CZE Petr Kutal           | 66,6     |          |       |
| 26      | POL Tomasz Pochwała      | 65,8     |          |       |
| 27      | RUS Sergej Kozhevnikov   | 63,9     |          |       |
| 28      | CHN Wang Jianxun         | 62,0     |          |       |
| 29      | RUS Alexey Vostretsov    | 56,2     |          |       |
| 30      | KOR Kang Chil Ku         | 55,1     |          |       |
| 31      | GER Nico Faller          | 53,1     |          |       |
| 32      | RUS Pavel Eremeevsky     | 48,4     |          |       |
| 33      | ITA Mea Arrigo Della     | 41,5     |          |       |
| 34      | UKR Yaroslav Dysko       | 40,8     |          |       |
| 35      | RUS Roman Gornostaev     | 37,2     |          |       |
| 36      | KAZ Anton Kankenov       | 36,2     |          |       |
| 37      | FRA Florian Pinel        | 21,8     |          |       |
| 38      | CZE Tomáš Vambera        | 15,8     |          |       |
| 39      | UKR Igor Soltovskiy      | 12,6     |          |       |
| 40      | CHN Xing Chenhui         | 11,2     |          |       |
| 41      | CHN Gong Peilin          | 7,2      |          |       |
| 42      | UKR Nazariy Prokopyuk    | 3,9      |          |       |

### Equipe K90M
Esses são os resultados:
| Posição | Atleta | 1º salto | 2º salto | Total |
| ------- | ------ | -------- | -------- | ----- |

## Feminino

### Individual K90M
Esses são os resultados:
| Posição | Atleta             | 1º salto | 2º salto | Total |
| ------- | ------------------ | -------- | -------- | ----- |
|         | JPN Misaki Shigeno | 102,0    | 96,5     | 198,5 |
|         | JPN Natsuka Sawaya | 94,5     | 94,0     | 188,5 |
|         | CHN Li Zhenhuan    | 66,0     | 53,0     | 119,0 |
| 4       | CHN Cui Linlin     | 58,0     | 51,0     | 109,0 |
| 5       | CHN Ji Min         | 33,5     | 36,5     | 70,0  |
| 6       | CHN Ma Yunshan     | 10,0     | DSQ      | 10,0  |
|         | CHN Zhou Yanyan    | DSQ      | DSQ      | –     |

Legenda
| Recorde mundial        | Recorde mundial (World record)               |                       | Recorde africano                      | Recorde africano (African) |                                           | Q | Classificado por posição (Qualified) |
| Recorde da Universíada | Recorde da Universíada (Universiade record)  | Recorde da América    | Recorde da América (Americas)         | q                          | Classificado por melhor tempo (Qualified) |   |                                      |
| Melhor marca do ano    | Melhor marca do ano (World leading)          | Recorde asiático      | Recorde asiático (Asian)              | DNS                        | Não largou (Did not start)                |   |                                      |
| Recorde nacional       | Recorde nacional (National record)           | Recorde europeu       | Recorde europeu (European)            | DNF                        | Não terminou (Did not finish)             |   |                                      |
| Recorde pessoal        | Recorde pessoal do atleta (Personal best)    | Recorde da Oceania    | Recorde da Oceania (Oceania)          | DSQ / DQ                   | Desclassificado (Disqualified)            |   |                                      |
| Recorde da temporada   | Recorde da temporada do atleta (Season best) | Recorde sul-americano | Recorde sul-americano (South America) | NM                         | Sem marca (No mark)                       |   |                                      |